# كوبر
كوبر هي قرية فلسطينية تقع ضمن محافظة رام الله والبيرة في الضفة الغربية. وقعت تحت الاحتلال الإسرائيلي في حرب 1967.

## التسمية
وفقًا لمجلس قرية كوبر، فإن اسم القرية «كوبر» يعني «المكان الذي يوجد فيه الجبس» بسبب احتوائه على رواسب جبس وفيرة.

## التاريخ

### العهد العثماني
تبعت كوبر إلى الدولة العثمانية في عام 1517 مع كل فلسطين، وكانت تتبع ولاية شرق بيروت في الشام. في عام 1596 ظهر لأول مرة اسم كوبر في سجلات الضرائب العثمانية وكان يسكنها 31 أسرة جميعهم من المسلمين، وكانت إدارياً تتبع ناحية جبل القدس ضمن لواء القدس، حيث دفعوا معدل ثابت للضريبة بنسبة 33,3% على المنتجات الزراعية المختلفة، مثل القمح، والشعير، والمحاصيل الصيفية، والزيتون، والماعز، وخلايا النحل بما مقداره 4,000 آقجة. تم العثور على آثار تعود للعهد العثماني في القرية.
في عام 1838 زار الباحث الأمريكي إدوارد روبنسون القرية وذكر أنها «قرية مسلمة ضمن منطقة بني زيد، شمال القدس».
في أواخر العهد العثماني، في عام 1863، وصل المستكشف الفرنسي فيكتور جويرين إلى كوبر، وأشار إلى أن عدد سكانها 600 نسمة، وفيها مقام للشيخ أحمد. يتوافق تقدير فيكتور مع قائمة إحصاء رسمي عثماني في 1870، والتي ذكرت أن في القرية 48 منزلًا يقطنها حوالي 220 رجلًا.
عام 1882، أجرى صندوق استكشاف فلسطين الغربية مسحًًا للقرية ووصفها بأنها «قرية صغيرة على قمة تل، بها مقابر صخرية، وخزان محاط بأشجار الزيتون».
في عام 1896، قدر عدد سكان القرية بحوالي 444 شخصًا.

### الانتداب البريطاني
في عام 1917، وقعت كوبر بيد الجيش البريطاني، ودخلت القرية مع باقي فلسطين مظلة الانتداب البريطاني على فلسطين عام 1920 حتى وقوع النكبة عام 1948.
أجرت سلطات الانتداب البريطاني تعدادا عاما للسكان عام 1922، وقد بلغ عدد السكان حوالي 447 نسمة؛ 444 مسلم و3 مسيحيين جميعهم أرثوذكس، ثم ازداد عددهم حتى وصل إلى 546 نسمة يسكنون في 122 منزلًا وجميعهم مسلمين في تعداد عام 1931.
في إحصائيات عام 1945، بلغ عدد سكان كوبر نحو 610 نسمة جميعهم مسلمين، وكانت مساحة القرية حوالي 9,768 دونمًا، وفقًا لمسح رسمي للأراضي والسكان. كان من هذه المساحة، 3,512 دونمًا عبارة عن مزارع وأراضي قابلة للري، و 1,434 دونمًا مخصصة للحبوب، في حين أن 33 دونمًا كانت أرض مبنية.

### الإدارة الأردنية
بعد هدنة 1949، وفي أوائل خمسينيات القرن العشرين أتبعت كوبر للحكم الأردني بين حربي 1948 و1967، وكان عدد سكانها آنذاك حوالي 934 نسمة عام 1961.

### النكسة
وقعت القرية تحت الاحتلال الإسرائيلي بعد حرب 1967.

### السلطة الفلسطينية
بعد تأسيس السلطة الفلسطينية، عُرف 53.7% من أراضي القرية بالمنطقة ب، بينما المساحة المُتبقية 46.3% عُرفت بالمنطقة ج.
في عام 2008، توفي الإمام في المسجد المحلي في كوبر، ماجد البرغوثي، 44 عامًا، أثناء احتجازه. ذكر أقاربه أنه تعرض للتعذيب.

## الجغرافيا
تقع قرية كوبر على بعد 10.1 كيلومتر أفقيًا شمال مدينة رام الله. يحدها برهام من الشرق، وجيبيا وأم صفا من الشمال، وتجمع الاتحاد من الغرب، وبيرزيت وتجمع الزيتونة من الجنوب. تقع كوبر على ارتفاع 590 مترًا فوق مستوى سطح البحر مع متوسط هطول الأمطار السنوي 669.8 ملم. يبلغ متوسط درجة الحرارة السنوية 16 درجة مئوية، ويبلغ متوسط الرطوبة السنوية حوالي 61%.

## السكان
دخلت فلسطين وفود كبيرة عبر العصور من تجار وغيرهم؛ وذلك لموقعها الهام كنقطة وصل بين القارات، ومركز للحضارات والأديان.
| السنة      | (1896) | (1922) | (1931) | (1945) | (1961) | (1997) | (2007) | (2017) |
| ---------- | ------ | ------ | ------ | ------ | ------ | ------ | ------ | ------ |
| عدد السكان | 444    | 447    | 546    | 610    | 934    | 1,754  | 3,628  | 4,320  |

### أعلام كوبر
- حسين البرغوثي
- مروان البرغوثي
- مجد البرغوثي
- نائل صالح عبد الله البرغوثي
- عمر صالح عبد الله البرغوثي

## التعليم
وفقًا لنتائج تعداد 2007، كان معدل الأمية بين سكان كوبر حوالي 6.5 %، من بينهم 79.5% من الإناث. في القرية أربع مدارس حكومية، ورياض أطفال خاصة.

## مؤسسات كوبر

### المجلس القروي
منذ عام 1996، تأسس مجلس قروي كوبر الذي يضم 9 عضوًا يأتون بالانتخابات المحلية. لدى المجلس مقر دائم، وهو مسؤول عن توفير عدد من الخدمات للسكان وهي: إدارة وصيانة شبكة المياه والكهرباء، وإدارة جمع النفايات الصلبة وتنظيف الشوارع، وأخيرًا تنفيذ مشاريع ودراسات للقرية.

### الجمعيات والنوادي
- نادي كوبر الرياضي: تأسس في عام 1973 بواسطة شباب القرية.[3]
- مركز نسوي كوبر: أسسته وزارة الداخلية عام 2010، حيث يقوم على توفير الخدمات بما في ذلك إدارة المقاصف في المدارس وتقديم أنشطة نسوية.[3]
- مركز فتيات ونساء كوبر: أسسته وزارة الداخلية عام 2010، يوفر المركز الأنشطة التعليمية والثقافية.[3]
- جمعية كوبر الاستهلاكية: أسستها وزارة العمل في عام 2003، وتشمل سوبر ماركت وروضة لأطفال.[3]
- جمعية كوبر النسوية الزراعية: أسستها وزارة العمل في عام 2003، وتهدف إلى توفير الخدمات الزراعية والعمل في مجال التطريز.[3]

## الاقتصاد
يعتمد الاقتصاد في كوبر على العديد من القطاعات الاقتصادية، أهمها قطاع الوظائف، حيث تستوعب القرية 60% من القوة العاملة. حسب دراسة استقصائية أجراها معهد الأبحاث التطبيقية، وجد توزيع العمالة حسب النشاط الاقتصادي في كوبر كما يلي:
- الحكومة أو القطاع الخاص العاملين (60%)
- القطاع الزراعي (20%)
- الخدمات (7%) الصناعة (5%)
- قطاع التجارة (5%)
- سوق العمل الإسرائيلية (3%)

وتحتوي القرية على معصرة زيتون ومحجرين اثنين، بالإضافة إلى 14 بقالة، ثمرة واحدة وتخزين الخضروات، 5 محلات لصناعات المهنية المختلفة، 3 محلات للخدمات المختلفة ومحل واحد للأدوات الزراعية، بلغ معدل البطالة في كوبر حوالي 15% في عام 2011، وتبين أن الفئات الاجتماعية الأكثر تضررا في القرية نتيجة للقيود الإجراءات الإسرائيلية ووهي على النحو التالي:
- العمال السابقين في إسرائيل.
- العمال في القطاع الزراعي.
- العمال في الصناعة.

## مدن متوأمة
المدن المتوأمة لكوبر هي:
| أوروبا - المملكة المتحدة - والسال، مدينة صناعية تقع غرب ميدلاندز في إنجلترا. |

## وصلات خارجية
- صفحة قرية كوبر في موقع "فلسطين في الذاكرة"
- ملف قرية كوبر، معهد الأبحاث التطبيقية - القدس
- صورة جوية للقرية